# Peter Voss, le voleur de millions
Pour les articles homonymes, voir Peter Voss, der Millionendieb.
Peter Voss, le voleur de millions (Peter Voss, der Millionendieb) est un feuilleton télévisé franco-helvético-allemand en 13 épisodes de 50 minutes, réalisé par Peter Lodynski et diffusé à partir du 18 juillet 1977 sur TF1.

## Synopsis
Peter Voss est un jeune dessinateur suisse qui peu de temps avant son mariage avec la fille de l'industriel Stefano Achermann, va tout faire pour sauver de la faillite son oncle, quitte à simuler un cambriolage et se retrouver en fuite, avec à ses trousses le détective Bobby Dodd...

## Distribution
- Wolf Roth : Peter Voss
- Carlos Werner : Bobby Dodd
- Myriam Dreifuss : Steffi Achermann
- Alexander Golling (en) : Peters l'oncle
- Mario Pilar

## Épisodes

### Saison 1 (1977)
1. Suisse-Autriche (Erste Folge)
2. Allemagne-Hollande (Zweite Folge)
3. Londres-Kenya (Dritte Folge)
4. Kenya-Paris (Vierte Folge)
5. Côte d'Azur-Sicile (Fünfte Folge)
6. Titre français inconnu (Sechste Folge)
7. Titre français inconnu (Siebte Folge)
8. Titre français inconnu (Achte Folge)
9. Titre français inconnu (Neunte Folge)
10. Titre français inconnu (Zehnte Folge)
11. Japon-Pérou (Elfte Folge)
12. Mexique (Zwölfte Folge)
13. Zurich (Dreizehnte Folge)